# Isomyia gorochovi
Isomyia gorochovi är en tvåvingeart som beskrevs av Yu. G. Verves 1992. Isomyia gorochovi ingår i släktet Isomyia och familjen Rhiniidae.
Artens utbredningsområde är Vietnam. Inga underarter finns listade i Catalogue of Life.